# Escles-Saint-Pierre
Escles-Saint-Pierre is een gemeente in het Franse departement Oise (regio Hauts-de-France) en telt 138 inwoners (2005). De plaats maakt deel uit van het arrondissement Beauvais.

## Geografie
De oppervlakte van Escles-Saint-Pierre bedraagt 3,4 km², de bevolkingsdichtheid is 40,6 inwoners per km².
De onderstaande kaart toont de ligging van Escles-Saint-Pierre met de belangrijkste infrastructuur en aangrenzende gemeenten.

## Demografie
Onderstaande figuur toont het verloop van het inwonertal (bron: INSEE-tellingen).